# 市場城
市場城（いちばじょう）は、鳥取県八頭郡八頭町市場（因幡国）にあった日本の城。別名私部城（きさいちじょう）。

## 概要
約270メートルの高さの山全体を使った堅固な城であり、有力国人・因幡毛利氏によって築城された大規模な支配拠点の城である。現在は山林となっているが比較的良好に遺構が残存している。

## 歴史

### 前史
- 室町時代前期、因幡毛利氏によって築城、以後同氏の本拠地となる。
- 延徳元年（1489年）11月、第2次毛利次郎の乱を起こした城主・毛利貞元は山名豊時に攻められ城内にて自害した。
- 永正～天正年間には但馬山名氏に抗する毛利・矢部氏ら国人衆の拠点となり、相次いで合戦が引き起こされた。
- 永正元年（1504年）3月の私部志谷口合戦では毛利方と思われる土師四郎左衛門尉が山名豊重方の武将・北川与三左衛門尉によって討捕らえられている。
- 永禄3年（1560年）2月には山名宗詮方の武将・中村政重父子らと毛利氏との間で合戦が行われ（私部表合戦）、毛利左近丞らが戦死した。永禄7年（1564年）8月頃には経緯不明であるが、但馬山名側との関係改善がなされたようで、山名宗詮の私部入城が実現している。
- その後も毛利氏・尼子氏・山名氏などが複雑に入り乱れる情勢が続き、尼子勝久・山中幸盛の挙兵以降、因幡毛利氏は尼子方に属した。
- 天正元年（1573年）、幸盛の娘婿（養女）の亀井茲矩が城を任される。茲矩は当時はまだ17歳だった。
- 天正2年（1574年）春、山中幸盛が入城し、「安芸毛利氏と対抗するための拠点」として利用しているが、翌年9月には安芸毛利氏の猛攻によって二の丸・三の丸まで攻め込まれ、10月には落城した。

### 安土桃山時代
- 因幡毛利氏は落城後、安芸毛利氏の下へ属したが、天正8年（1580年）には羽柴秀吉によって落城させられ、城主・毛利豊元らは山名豊国の鳥取城へ逃れたという。（『吉川経家書状』によれば天正9年（1581年）5月頃の当城は安芸毛利方の包囲下に置かれ、秀吉方は長期の籠城を余儀なくされていた。なお、同書状によると但馬からの兵糧が運ばれたものの、城内の士気は低下していたという。）
- 毛利豊元退城後、但馬有子山城から山名氏政が領地替えとなり入城する。
- 山名氏政は当城より軍勢を引き連れ、鳥取城攻めに加わった。
- 天正10年8月28日付けで山名氏政は播磨加古郡へ再び領地換えとなり、市場城は廃城となった。

## 構造
標高269.1メートル（比高135メートル）の山頂部に南北90メートルの主郭があり、それを中心に放射線状に広がるようにして尾根上に多くの曲輪が存在する。
この他にも堀切、竪堀、2ヶ所の虎口などが残っている。一部の曲輪群は竪堀で区切られ、それぞれ独立した防備が可能になっている。